# Trichophoroides dozieri
Trichophoroides dozieri är en skalbaggsart som först beskrevs av Fisher 1932.  Trichophoroides dozieri ingår i släktet Trichophoroides och familjen långhorningar.
Artens utbredningsområde är Haiti. Inga underarter finns listade i Catalogue of Life.